# H. Edvard Hass
Heinrich Edvard Hass (9. juni 1866 på Frisenfeld ved Gedser – 27. april 1946 i Fredensborg) var en dansk skolemand og kortvarigt kirkeminister i ministeriet Liebe 1920.
Han var søn af gårdbestyrer Hans Philipp Hass og hustru Antje f. Arp, studerede filologi og sprog i København og Tyskland og var lærer ved Slomanns Skole 1892-98 og Østersøgades Latin- og Realskole 1898-1906 og ved statens kursus for gymnastiklærere 1902-06.
Han grundlagde 4. september 1906 Stenhus Kostskole, som han derefter blev rektor for og drev som kombineret kostskole med eget landbrug, delvis drevet af eleverne.
Hass var landsformand for KFUM fra 1916 til 1921 samt gennem en længere årrække for Den danske Pathanmission, der drev missionsvirksomhed i grænseområderne mellem Afghanistan og Pakistan (opr. betegnet Teltmissionen). 
Han skrev en del artikler i det kristen-pædagogiske tidsskrift Vore Børn, som han selv varetog udgivelsen af, og han var endvidere Ridder af Dannebrog.